# Конфедерация на независимите синдикати в България
Конфедерацията на независимите синдикати в България (КНСБ) е профсъюз в България и най-голямата неправителствена организация в страната с общ брой членове 275 762 души. Тя е призната за национално представителна с решение на Министерския съвет № 635 от 26 юли 2012 г. за срок от 4 години. КНСБ обединява 35 синдикални федерации и съюзи, които са нейни основни членове, както и редица асоциирани членове. Президент на КНСБ е Пламен Димитров, а вицепрезиденти на Конфедерацията са д-р Иван Кокалов, Чавдар Христов и Пламен Нанков.
Създаден през 1945 година под името Общ работнически професионален съюз, профсъюзът е една от основните казионни обществени организации на комунистическия тоталитарен режим в България. През 1972 година се преименува на Български професионални съюзи, а през 1990 година приема сегашното си име.

## История

### При тоталитарния режим
След национализацията на частната собственост и ликвидирането на останалите партии и опозицията профсъюзите в България се превръщат в междинно звено между партията и трудещите се, оперират на принципа на демократическия централизъм и признават ръководната роля на партията.
Общият работнически професионален съюз (ОРПС) е създаден през 1945 г. на учредителния конгрес в София и обединява 32 масови браншови профсъюза. Той е формиран на основата на създадения след Деветнадесетомайския преврат от 1934 година казионен Български работнически съюз, който след Деветосептемврийския преврат е поставен под контрола на Българската комунистическа партия. През 1948 г. 90% от работниците членуват в профсъюзите. Основните фигури на всяко предприятие стават директорът, партийният секретар и председателят на профкомитета.
На III конгрес през 1951 г. е създаден нов ръководен орган – Централен съвет на професионалните съюзи. На VII конгрес (1972) Съюзът е преименуван на Български професионални съюзи (БПС), а Централният съвет на професионалните съюзи става Централен съвет на Българските професионални съюзи (ЦС на БПС), избиран от конгреса и съставен от председател, негови заместници и членове. Приет е Кодекс на труда. След 1962 г. ролята на профсъюзите почти напълно се обезличава. Те са подчинени на решенията на партийните конгреси и се превръщат в мълчалив сателит и изпълнител на волята на партията. Създава се Движение за комунистически труд и рационализаторското движение. Мястото и ролята на профсъюзите е определена като „комунистическо възпитание“ на трудещите се. При редките трудови конфликти винаги заемат страната на държавата, която е и основният работодател в страната. Така по време на стачките в тютюневата промишленост през 1947 и 1953 година те участват активно в преследванията на работници, участвали в тях. Членството в казионните профсъюзи, както и заплащането на членски внос, е практически задължително за всички работещи в страната.
През 1987 г. за пръв път в историята на профсъюзите при социализма новият Устав дава определена автономност на профсъюзната организация, за първи път тя може самостоятелно да взима решения за задачите си, формите и средствата за работа. По това време 98% от хората членуват в профсъюз и се предлага членството да е на доброволна основа.

### След 1990 година
На XI извънреден конгрес на БПС, проведен на 12 февруари 1990 г., се учредява Конфедерацията на независимите синдикати в България (КНСБ). Това е и първият конгрес на новосъздадената Конфедерация. Председател на КНСБ, при учредяването на организацията, става проф. Кръстьо Петков, а през 1997 г. за председател е избран проф. д-р Желязко Христов, д.м., който ръководи Конфедерацията до 15 септември 2010 г.
На 12 октомври 2010 г. за изпълняващ длъжността президент след кончината на проф. д-р Желязко Христов, д.м., е избран вицепрезидентът Пламен Димитров. След проведеното тайно гласуване на VII конгрес на КНСБ, което се провежда на 2 и 3 май 2012 г., Комисия по избора с председател Петър Бунев (председател на Синдиката на железничарите в България) обявява избора на Пламен Димитров за президент на КНСБ. За вицепрезиденти са избрани Валентин Никифоров, д-р Иван Кокалов, Чавдар Христов, Николай Ненков и Пламен Нанков, които заедно с Пламен Димитров формират новото конгресно ръководство на Конфедерацията.
КНСБ има колективни органи на управление. Висшият ръководен орган е Конгресът. Той се свиква веднъж на 5 години и има изключителни правомощия:
- избира Ръководство на КНСБ и ръководство на Централната контролна комисия
- приема Програма и Резолюции
- приема, допълва и променя устава на КНСБ

Между конгресите, дейността на КНСБ се направлява от ръководен орган Координационен съвет. Към него са изградени постоянно действащи помощни органи. Оперативното ръководство на КНСБ между конгресите се осъществява от Изпълнителен комитет, чиято дейност се контролира от КС.
За по-добра координация на синдикалните политики и структури е създадена Централа на КНСБ. В нея отделните дейности са разпределени между отделните направления. Общото ръководство на централата се осъществява от Кабинет на Президента. Особено важно място при разработването на синдикални политики заемат изследователските и научни разработки на Института за социални и синдикални изследвания. Едно от най-важните изследвания на ИССИ е „Издръжка на живота“.
В национален мащаб има изградена мрежа от регионални офиси и общински синдикални съвети. В тяхната дейност са подпомогнати от адвокатура.
С наличната структура КНСБ представлява и защитава правата и интересите на българските работници и служители, както по спазването на техните права, така и чрез предоставяне на индивидуални консултации. Отдава се голямо значение на колективното трудово договаряне като основен инструмент за ефективна защита правата и интересите на работниците и служителите.
От 1995 г. КНСБ е приета за член на Европейската конфедерация на профсъюзите. Представители на КНСБ участват в работата на Европейския икономически и социален съвет.

## Федерации, синдикати и съюзи в България
Членове на КНСБ са основно 35 синдиката, които обединяват над 300 000 български работници и служители от различни сфери на дейност и професии:
1. Синдикат на българските учители (СБУ)
2. Федерация на независимите синдикати от държавното управление и организации (ФНСДУО)
3. Федерация на синдикатите в здравеопазването (ФСЗ)
4. Синдикат на железничарите в България (СЖБ)
5. Национален браншов синдикат „Водоснабдител“ (НБС „Водоснабдител“)
6. Национална синдикална федерация „Метал-електро“ (НСФ „Метал-електро“)
7. Национална федерация на енергетиците (НФЕ)
8. Федерация на независимите синдикати на миньорите (ФНСМ)
9. Синдикална федерация на съобщенията (СФС)
10. Федерация на независимите синдикални организации от леката промишленост (ФНСОЛП) Независим учителски синдикат (НУС)
11. Федерация на независимите синдикални организации от българската армия (ФНСОБА)
12. Федерация на синдикалните организации от горското стопанство и дървопреработващата промишленост (ФСОГДП)
13. Национален браншов синдикат „Висше образование и наука“ (НБС „ВОН“)
14. Федерация на независимите федерации от земеделието (ФНСЗ)
15. Независима синдикална федерация на енергетиците в България (НСФЕБ)
16. Независима синдикална федерация на търговията, кооперациите, туризма и услугите (НСФТКТУ)
17. Федерация на независимите строителни синдикати (ФНСС)
18. Синдикална федерация „Металици“ (СФ „Металици“)
19. Федерация на синдикатите от военно-промишления комплекс (ФСВПК)
20. Национална федерация на труда „Химия и индустрия“ (НФТ „Химия и индустрия“)
21. Национален банков синдикат (НБС)
22. Национален синдикат на пожарникарите и спасителите „Огнеборец“ (НСПС „Огнеборец“)
23. Съюз на българските музикални и танцови дейци (СБМТД)
24. Федерация на независимите синдикални организации от хранителната промишленост (ФНСОХП)
25. Независима синдикална федерация „Култура“ (НСФ „Култура“)
26. Синдикат „Пътно дело“
27. Моряшки синдикат (МС)
28. Независима синдикална федерация на кооперативните организации (НСФКО)
29. Синдикат на туризма в България (СТБ)
30. Синдикат „Бира, храни и напитки“ (СБХН)
31. Синдикат на автотранспортните работници в България (САРБ)
32. Синдикат „Корабостроител“ – Варна
33. Национален радио-телевизионен синдикат (НРТС)

Асоциирани членове:
1. Съюз на артистите в България
2. Федерацията на синдикатите от финансовия сектор
3. Българска работническа федерация „Спорт и здраве“
4. Съюз на инвалидите в България
5. Асоциация на българските каскадьори